# Неролиевое масло

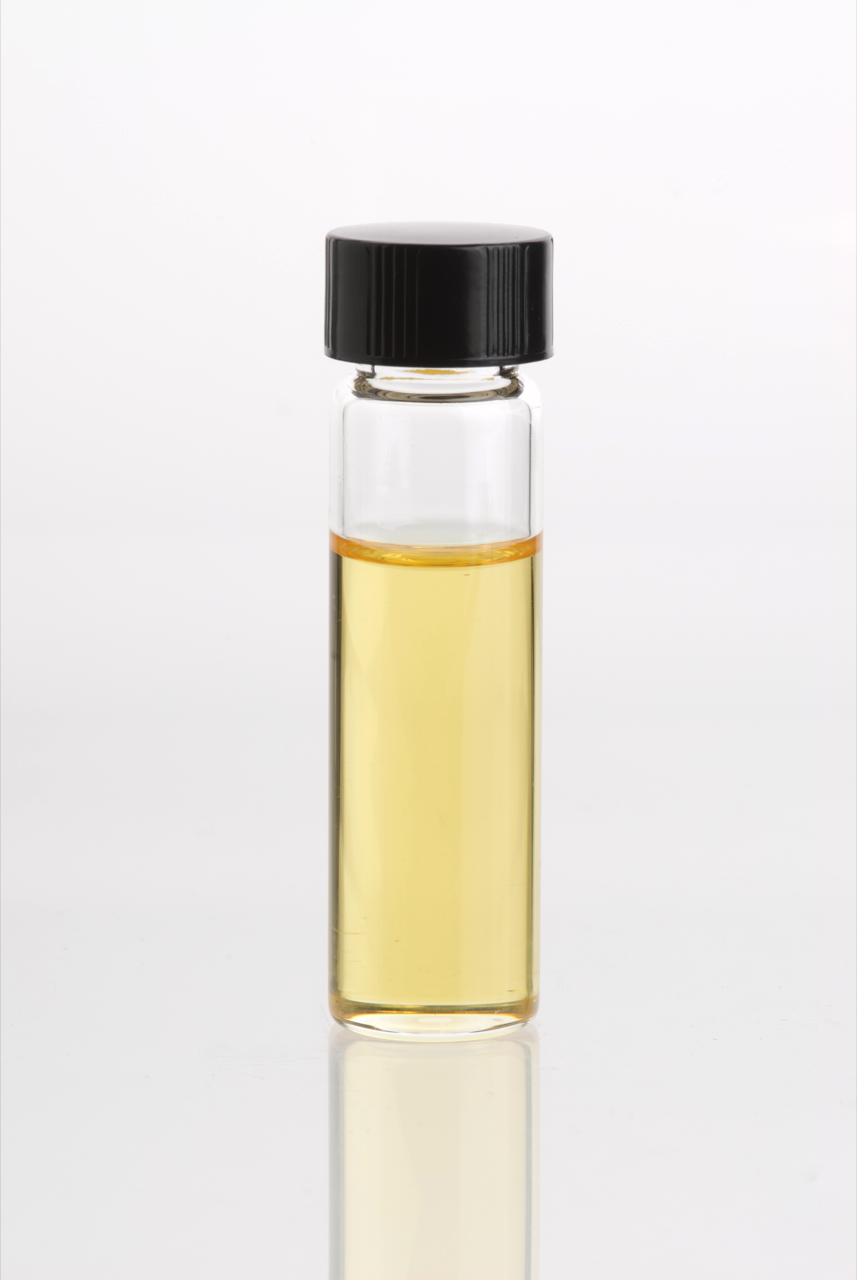
Неролиевое масло.

Неро́лиевое ма́сло, или флёрдоранжевое масло, — эфирное масло, содержится в цветках померанца (Citrus aurantium var. amara и Citrus aurantium var. aurantium), культивируемого во Франции, Италии, Алжире, Тунисе, Марокко и других странах.

## Свойства
Неролиевое масло — подвижная жидкость желтоватого или янтарно-жёлтого цвета с голубой флуоресценцией, обладающая пряно-ароматическим запахом, напоминающим запах апельсина и горьким вкусом. Растворимо в этаноле (1:2 — в 80%-м); нерастворимо в воде. На свету становится оранжево-красным.
| {\displaystyle {\mbox{d}}_{20}^{20}} | {\displaystyle [{\mbox{n}}]_{\mbox{D}}^{20}} | {\displaystyle [\alpha ]_{\mbox{D}}^{20}} | Кислотное число | Эфирное число |
| ------------------------------------ | -------------------------------------------- | ----------------------------------------- | --------------- | ------------- |
| 0,866 ÷ 0,872                        | 1,463 ÷ 1,475                                | +6 ÷ +11                                  | не выше 2       | 25 ÷ 65       |

## Химический состав
В состав масла входят (+)-лимонен, дипентен, α- и β-пинены, (-)-линалоол, нерол, гераниол, неролидол, фарнезол, α-терпинеол, 2-фенилэтанол, нонаналь, деканаль, бензальдегид, жасмон, (-)-линалилацетат, нерилацетат, камфен, метилантранилат, индол, уксусная, фенилуксусная и бензойная кислоты и другие компоненты.

## Фармакологические свойства
Масло не обладает фототоксическим эффектом, но из-за высокой цены́ используется редко, и только в изделиях высших сортов. Ароматерапевты считают неролиевое масло одним из наиболее эффективных успокаивающих и антидепрессивных средств. Подходит для всех типов кожи, применяется преимущественно для ухода за чувствительной кожей. Стимулирует активность клеток и их рост.

## Получение
Получают из цветов померанца путём отгонки с паром и экстракцией водного слоя дистиллята петролейным эфиром, выход масла 0,1—0,15 %.
Основные производители — Алжир, Италия и Франция.

## Применение
Применяют как компонент парфюмерных композиций и отдушек для косметических изделий.